# Дорволжин
Дорволжин (монг. Дөрвөлжин) — сомон Завханського аймаку, Монголія. Територія 7260 км², населення 3,2 тис. Центр сомону Буга розташований на відстані 1127 км від Улан-Батору, за 143 км від міста Уліастай.

## Рельєф
Гори: Іх Буурал (2325 м), Айраг, Аргалин Хар. Річка Завхан.

## Клімат
Клімат помірний, різкоконтинентальний. Середня температура січня −20 °C, липня +25 °C.

## Економіка
Запаси будівельних матеріалів та плавикового шпату.

## Соціальна сфера
Є школа, лікарня, торгово-культурні центри.